# Franziskanerkloster Tondern
Das Franziskanerkloster Tondern bestand von 1238 bis 1530. Die Klostergebäude sind nicht erhalten.

## Geschichte
Nach dem 1234 gegründeten Pauluskloster in Schleswig war das unter dem Patrozinium der Gottesmutter Maria stehende Tonderaner Franziskanerkloster die zweite Niederlassung dieses Ordens im Herzogtum Schleswig. Die Stifter waren das adlige Ehepaar Elsiff und Johannes Navnesen, die dem Kloster auch den ersten Grundbesitz, eine Wiese auf der Insel Föhr, schenkten. Fünf Jahre nach der Gründung 1238 verlieh Herzog Abel der aufstrebenden Siedlung das Lübsche Stadtrecht. Treibende Kraft dahinter war der Franziskanerbruder Regnar, Minister des Ordens in Dänemark. 1247 wurde die Klosterkirche geweiht. Das Kloster lag nahe bei dem ebenfalls nicht mehr erhaltenen Schloss, die genaue Lage ist nicht bekannt.
Am 1503 trat das Kloster als eins der letzten der Ordensprovinz Dacia der Observanzbewegung bei. Bei drei Stadtbränden 1503, 1517 und 1522 wurden die Klostergebäude wohl auch in Mitleidenschaft gezogen, Quellen dafür fehlen jedoch.
Ab 1526 setzte die Reformation unter der Stadtbevölkerung durch. Stadthauptmann Jasper Rantzau beschlagnahmte einen Teil der Klostergebäude als Lagerräume. Die Mönche behielten nur das Dormitorium und den Chor der Klosterkirche St. Marien. In der Kirche wurde Anfang September 1530 in Gegenwart von König Friedrich I. eine lutherische Predigt gehalten. Wenige Tage später hob der König das Kloster auf. Die verbliebenen Mönche zogen sich ins Franziskanerkloster in Ribe zurück und nahmen dabei Teile ihrer Bibliothek mit.
Die Gebäude wurden bald nach 1530 abgebrochen. Aus der Bibliothek des Klosters gelangten etliche Inkunabeln nach der Aufhebung des Ribener Klosters 1537 in den Besitz des ehemaligen Mönchs Lütke Namens, der sie als Grundbestand der von ihm geplanten Lateinschule, dem heutigen Alten Gymnasium in Flensburg nutzte. 1588 wurden die Bücher entgegen Lütke Namens' testamentarischen Bestimmungen in die Kirchenbibliothek der Nikolaikirche eingeordnet. Sie werden heute als Depositum in der dortigen Leihverkehrs- und Ergänzungsbibliothek verwahrt.